# Michael Umaña
Michael Umaña (Santa Ana, 16 juli 1982) is een Costa Ricaans voetballer. Hij speelde tussen 2005 en 2017 89 interlands voor Costa Rica.

## Clubcarrière
Umaña is een robuuste verdediger die zijn loopbaan begon bij Club Sport Herediano. Begin 2005 maakte hij de overstap naar de Verenigde Staten om te gaan voetballen bij de Los Angeles Galaxy. Hij slaagde daar echter niet en zijn contract werd niet verlengd, waarna hij terugkeerde naar Costa Rica. Daar kwam hij onder contract te staan bij Brujas FC. Vervolgens deed hij in enkele jaren meerdere Midden-Amerikaanse voetbalclubs aan, waarna Saprissa hem in 2013 contracteerde.

## Interlandcarrière
Umaña's interlandcarrière begon op 4 juni 2004 met Nicaragua als tegenstander. Later zou hij deel uitmaken van de Costa Ricaanse selectie op het wereldkampioenschap 2006. Ook maakte hij onderdeel uit van het Costa Ricaans olympisch elftal tijdens de Olympische Zomerspelen 2004, waar hij alle wedstrijden van begin tot eind meemaakte. Tijdens het CONCACAF-kwalificatietoernooi voor de Olympische Spelen werd hij verkozen in het beste elftal van spelers die aan de kwalificatie deelnamen. Met het nationale team speelde hij mee in de Copa América 2004, de CONCACAF Gold Cup 2005 en won hij de UNCAF Nations Cup, eveneens in 2005. In mei 2014 werd Umaña door bondscoach Jorge Luis Pinto opgenomen in de selectie voor het wereldkampioenschap voetbal in Brazilië.
Zijn penalty tegen Nederland in de kwartfinales van het WK van 2014 werd gepakt door doelman Tim Krul. Costa Rica werd na strafschoppen uitgeschakeld.
| WK-statistieken                   | Club               | Positie    | W |   |   | D | A |   |   |   |
| --------------------------------- | ------------------ | ---------- | - | - | - | - | - | - | - | - |
| Costa Rica op het WK voetbal 2006 | Brujas FC          | Verdediger | 3 | 0 | 0 | 0 | 0 | 1 | 0 | 0 |
| Costa Rica op het WK voetbal 2014 | Deportivo Saprissa | Verdediger | 4 | 0 | 0 | 0 | 0 | 1 | 0 | 0 |